# Крутец (Окуловский район)
Крутец — деревня в Окуловском муниципальном районе Новгородской области, относится к Боровёнковскому сельскому поселению.
Деревня расположена на Валдайской возвышенности, в 17 км к северу от Окуловки (50 км по автомобильной дороге), до административного центра сельского поселения — посёлка Боровёнка 14 км (16 км по автомобильной дороге).
Вдоль восточной части деревни протекает ручей Крутой. В 2 км к северу от Крутца находится деревня Козловка, а в 2 км к востоку — деревня Ватагино.

## История
До 2005 года деревня входила в число населённых пунктов, подчинённых администрации Каёвского сельсовета.

## Население
| 2010 |
| ---- |
| 36   |

Уроженцы
Фёдоров, Архип Дмитриевич (1905 — ?) — председатель Новгородского и Мурманского областных исполнительных комитетов.

## Транспорт
Ближайшая железнодорожная станция расположена в Боровёнке. Через деревню проходит автомобильная дорога Боровёнка — Висленев Остров — Любытино.